# Allmänfarlig vårdslöshet
Allmänfarlig vårdslöshet är ett allmänfarligt brott enligt svensk lag.
Brottet är ett så kallat oaktsamhetsbrott, det vill säga att det inte kräver uppsåt. Allmänfarlig vårdslöshet står beskrivet i 13 kapitlet, 6 § i brottsbalken.
Man gör sig skyldig till allmänfarlig vårdslöshet om man, genom att vara oaktsam, vållar brand, fara för liv eller hälsa, eller omfattande förstörelse av egendom. Den typ av skada eller fara som vållats är av samma slag som vid brotten mordbrand, allmänfarlig ödeläggelse eller sabotage. Skillnaden är att den vållats genom vårdslöshet, det vill säga att man inte gjort det med flit.
Straffet för allmänfarlig vårdslöshet är dagsböter eller fängelse i högst sex månader. Är brottet grovt blir straffet fängelse i upp till två år.  
1. ↑  ”Riksdagen - brottsbalk - 13 kap. Om allmänfarliga brott 6 §”. https://www.riksdagen.se/sv/dokument-lagar/dokument/svensk-forfattningssamling/brottsbalk-1962700_sfs-1962-700. Läst 20 juli 2018.
2. ↑  ”Lagen.nu - 13 kap. 6 §”. https://lagen.nu/1962:700. Läst 20 juli 2018.